# Kupreliszki
Kupreliszki (lit. Kupreliškis) – miasteczko na Litwie, położone w okręgu poniewieskim, w rejonie birżańskim. Liczy 248 mieszkańców (2001).